# Siquem
Siquem (hebreu: שכם, Xekhem‎) va ser el nom d'una ciutat cananea i després israelita del centre de Samaria. Era ciutat dels hivites que dominaven les muntanyes de Samaria. És relacionada amb Nablus o, més exactament, amb la propera Tell Balata.

## Situació geogràfica
Situada a l'extrem oriental de l'estreta vall que passa entre la muntanya Garizim i la muntanya d'Ebal, Tell Balata està a uns 48 km al nord de Jerusalem. Disposa d'un bon subministrament d'aigua i a l'est hi ha una plana fèrtil. Antigament Siquem dominava els camins que travessaven la part central de Palestina. Com que no tenia l'avantatge estratègica d'estar edificada sobre una muntanya, la seguretat de la ciutat depenia de les seves fortificacions.

## Bíblia
Quan Abraham va entrar per primera vegada a Canaan, va viatjar fins a "la ubicació de Siquem" i va acampar prop dels arbres grans de Moré, on més tard va edificar un altar.
Gairebé dos segles després, Jacob va aixecar un campament davant de Siquem i va comprar una mica de terreny en aquell lloc. A causa que Siquem, un habitant de la zona amb el mateix nom de la ciutat, va violar Dina, la filla de Jacob, i els seus germans es van venjar amb una matança.
Els ossos de Josep, fill de Jacob, van ser portats des de Egipte quan els israelites van entrar a Canaan i van ser enterrats a Siquem. En aquesta època, Siquem va ser un enclavament efraïmita al territori de Manassès. També va ser una ciutat de refugi per a l'homicida involuntari.
Després de la divisió del Regne d'Israel, Jeroboam, el primer rei del regne septentrional, va realitzar obres d'edificació a Siquem i va governar des d'allà per un temps.